# Tornavís (còctel)
Un tornavís, o pupuscaia a Igualada, és un còctel fet amb vodka i suc de taronja. Tot i que la beguda bàsica són simplement aquests dos ingredients, n'existeixen variacions que tenen altres noms en diferents parts del món.

## Història
La beguda es va originar durant la Segona Guerra Mundial, quan els soldats estatunidencs destinats a la Xina i Turquia van barrejar rectified spirit amb suc de taronja. L'origen del nom original en anglès, screwdriver, és menys clar, però va aparèixer per primera vegada a Ankara el 1943 i més tard a Istanbul. Una llegenda urbana sobre el nom estableix que als soldats els faltava una cullera i per això utilitzaven un tornavís com a estri per a remenar. Una altra enraonia és que els treballadors del sector de l'automòbil als EUA solien afegir vodka al suc de taronja de l'esmorzar abans de començar el seu torn de treball i utilitzaven un tornavís per a remenar el got.
A partir de mitjans del 1950 el vodka va augmentar en popularitat als EUA, així com les seves mescles, i les campanyes publicitàries dels anys 1950 i 1960 de marques de vodka com Smirnoff van consolidar el tornavís.
Un tornavís amb suc de poma en lloc de suc de taronja és un «còctel Anita Bryant». Bryant a partir de 1977 es va convertir en una activista contra els drets dels gais. Com que Bryant va promoure el suc de taronja, la comunitat gai va prendre represàlies boicotejant-lo i els bars d'ambient d'Amèrica del Nord van deixar de servir tornavisos i van inventar aquest còctel per a substituir-lo. Les vendes i els ingressos del còctel es van destinar a activistes pels drets LGBT. Finalment, la campanya va tenir èxit, ja que l'activisme contra Bryant va perjudicar la seva carrera musical i empresarial. Un «tornavís verge» és un mòctel (mocktail), una variació sense alcohol, fet generalment amb suc de taronja i aigua tònica.